# Хохловка (Тверская область)
Хохловка — деревня в Рамешковском районе Тверской области.

## География
Находится в восточной части Тверской области на расстоянии приблизительно 19 км на юг по прямой от районного центра поселка Рамешки.

## История
Недалеко от Хохловки в сторону Рамешек рядом с дорогой, на левой стороне в XV—XVI веках находился "погост на Замках, а на погосте церковь Ивана Предтечи. До 1920-х годов на этом месте после утраты монастыря находились церковь, затем часовня Николая Чудотворца. В начале XX века в Хохловке были чайная и постоялый двор, а также лавка, пекарня, бараночная, которые обслуживали проезжавшие обозы. Работали валялка, кирпичный завод с наемной рабочей силой в 20 человек. В 1950 г. на местном торфяном болоте был развернут полигон Министерства обороны, а Хохловка стала местом дислокации воинской части, обслуживающей этот полигон. В 2001 году учтено 12 жилых домов. До 2021 входила в сельское поселение Кушалино Рамешковского района до их упразднения.

## Население
Численность населения: 50 человек (1989 год), 0 как в 2002 году, так и в 2010.